# Minitel

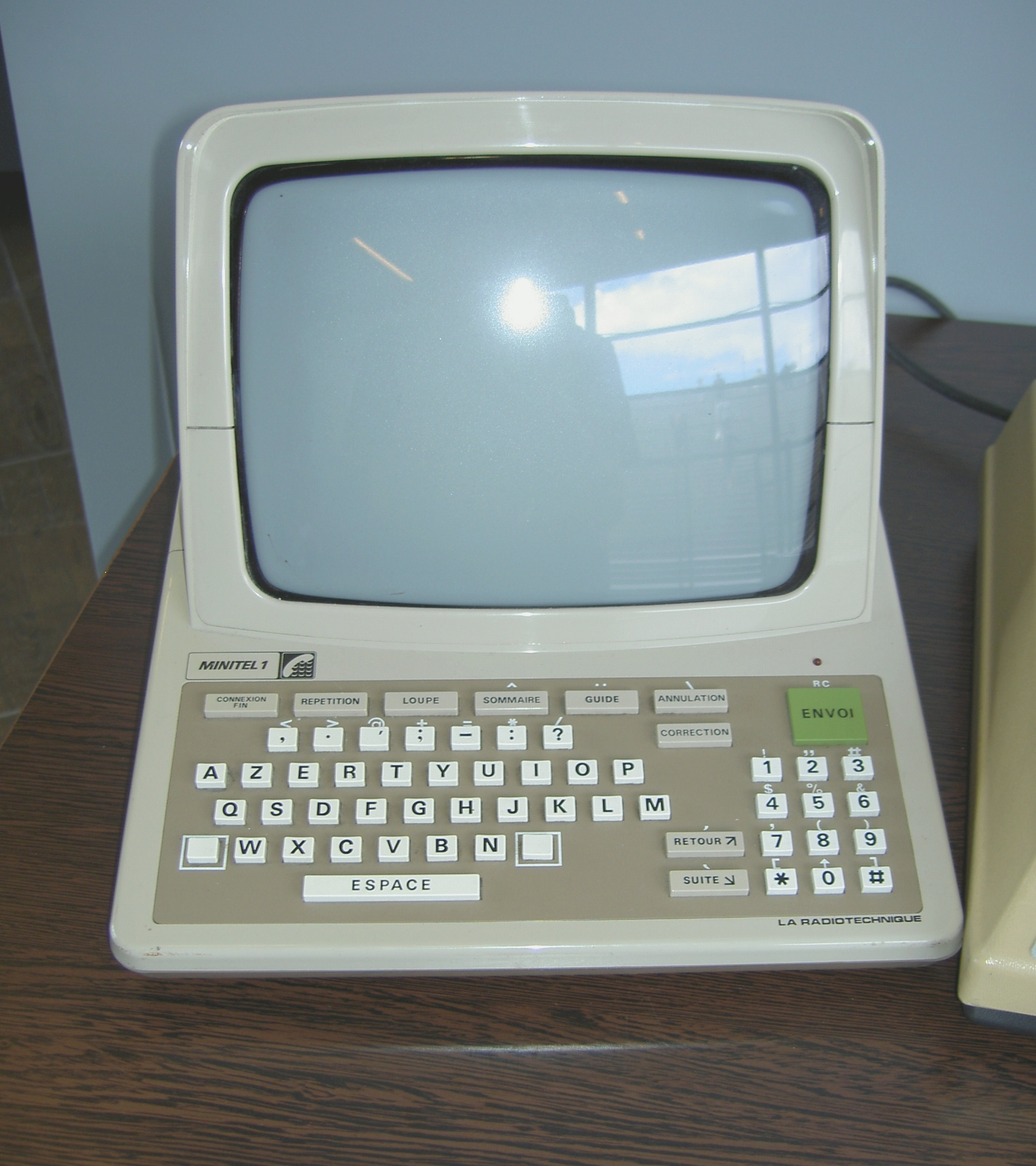
Terminal do obsługi systemu Minitel

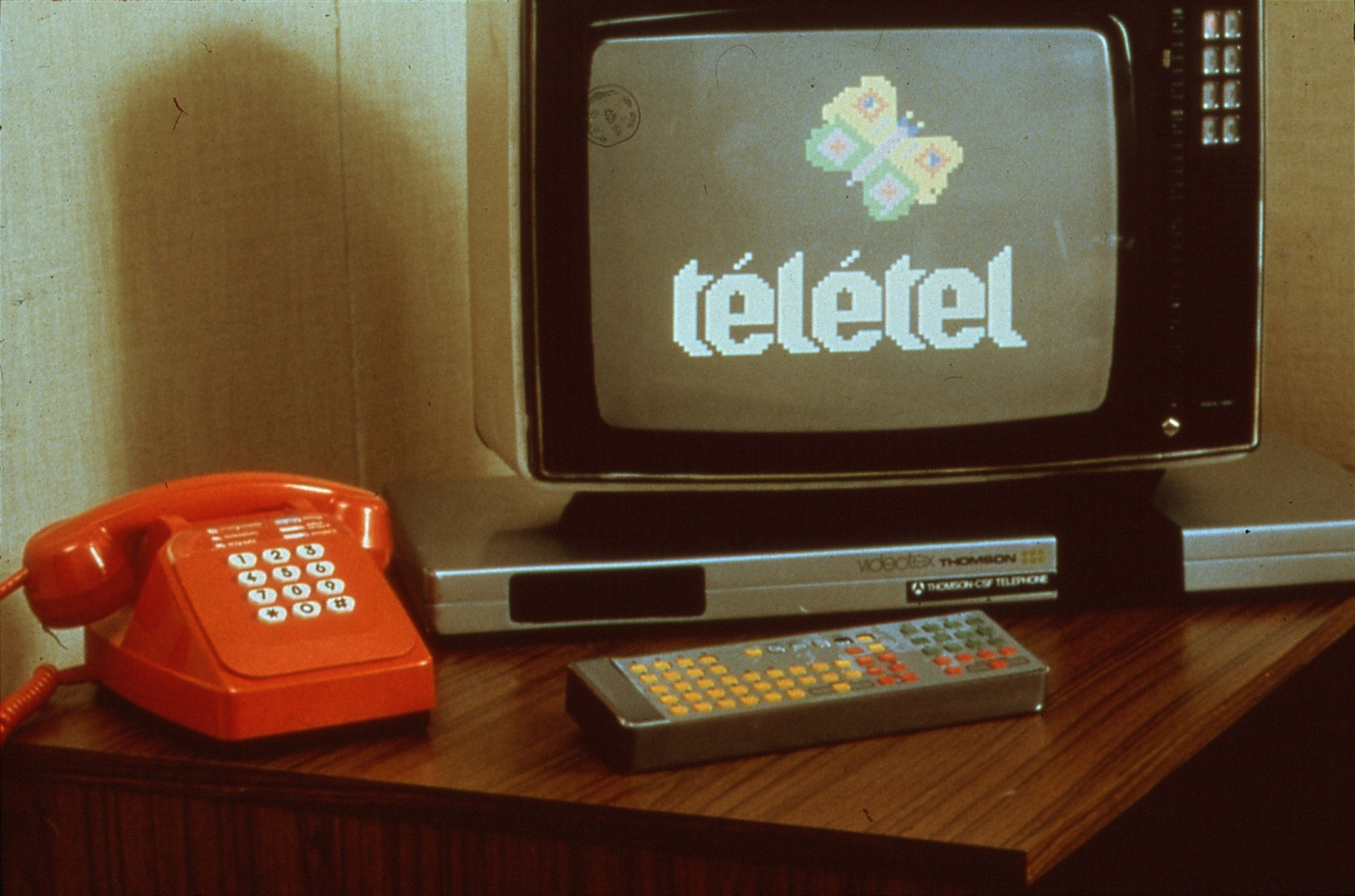
Eksperymentalny terminal Minitel

Minitel – system wideoteksowy działający w trybie online i dostępny za pośrednictwem linii telefonicznych, wprowadzony we Francji w 1982 roku przez France Télécom oraz La Poste. Minitel uznawany jest za najbardziej udaną usługę sieciową, jaka istniała na świecie przed rozpowszechnieniem się Internetu. System został wypracowany w ośrodku badawczym CNET (Centre national d'études des télécommunications) w Issy-les-Moulineaux pod Paryżem.
Do korzystania z tego systemu potrzebny był specjalny terminal, składający się z klawiatury połączonej z niewielkim monitorem i modemem. W ramach zastosowanego modelu biznesowego terminale te były dystrybuowane za darmo przez France Telecom, a dopiero korzystanie z nich wiązało się z opłatami. Opracowano też komputery zgodne z tym systemem np. Thomson TO7.
Pierwotnym celem wdrożenia systemu Minitel był dostęp do elektronicznej książki telefonicznej. Użytkownicy mogli również wyszukiwać informacje, przeglądać elektroniczne wydania gazet, rezerwować bilety kolejowe. Gdy zdalny dostęp do rachunków poprzez Minitel udostępniło siedem największych banków francuskich, system ten zaczął odgrywać znaczącą rolę także w bankowości elektronicznej.
Ograniczenia techniczne (np. brak graficznego interfejsu i niewielka prędkość transmisji informacji) oraz ograniczony terytorialnie zasięg (obszar Francji) spowodowały, że w XXI wieku został on wyparty przez Internet.
W 2012 roku we Francji wciąż używanych było 810 000 terminali. Obsługa systemu zakończona została 30 czerwca 2012 roku.